# Dear Criminals
Les Dear Criminals sont un groupe de musique nord-américain originaire du Canada, formé en 2013 par Frannie Holder, Vincent Legault et Charles Lavoie. Le trio interprète la plupart de ses compositions au chant, avec entre autres des instruments électroniques, proposant des créations parfois classées dans la pop ou la folk.

## Musique
Les chansons du groupe mêlent les voix de Frannie Holder et de Charles Lavoie aux arrangements de Vincent Legault. Avec des accompagnements souvent minimalistes à la guitare, au clavier, par d'autres instruments ou par des rythmes et sonorités électroniques, elles sont principalement interprétées en anglais. La discographie du trio contient quelques titres en français, comme Le Temps Des Fleurs, piste de la bande originale composée par les Dear Criminals pour le film Nelly d'Anne Émond, qui reçurent en 2017 le prix Iris de la meilleure musique originale. Ils composèrent aussi pour la danse, dont un ballet du chorégraphe Frédéric Tavernini et le spectacle Suites ténébreuses de la chorégraphe Hélène Blackburn, pour le théâtre, l'opéra ou encore la télévision avec la bande originale de la série Fatale-Station. Après la publication de leur minialbum Lullaby en 2018, les Dear Criminals partagèrent le clip de sa chanson Little Thief, conçu par la cinéaste canadienne Sophie Deraspe. Ils sortirent huit minialbums, dont Woman constitué de reprises, et un album de huit titres, accompagnés de plusieurs concerts, notamment en Amérique du nord et en France. Les membres du groupe ont également participé à d'autres projets musicaux en dehors du trio.